# Hontoria del Pinar
Hontoria del Pinar – gmina w Hiszpanii, w prowincji Burgos, w Kastylii i León, o powierzchni 80,84 km². W 2011 roku gmina liczyła 773 mieszkańców.